# Eugenia luciae
Eugenia luciae är en myrtenväxtart som beskrevs av Gerda Jane Hillegonda Amshoff. Eugenia luciae ingår i släktet Eugenia och familjen myrtenväxter. Inga underarter finns listade i Catalogue of Life.